# Мартина Франка
Мартѝна Фра̀нка (на италиански: Martina Franca; на местен диалект Мартънъ, Martënë ) е град и община в Южна Италия, провинция Таранто, регион Пулия. Разположен е на 431 m надморска височина. Населението на града е 49 828 души (към 30 ноември 2010).
Градът е известен за винското си производство.